# Sixto Parzinger
Sixto José Parzinger Foidl (ur. 21 grudnia 1931 w St. Johann in Tirol, zm. 25 lutego 2023 w Lanco) – austriacki duchowny rzymskokatolicki posługujący w Chile, w latach 1978-2001 wikariusz apostolski Araucanía i 2001-2009 Villarrica (od 2002 biskup diecezjalny).

## Życiorys
Święcenia kapłańskie przyjął 29 czerwca 1960. 17 grudnia 1977 został prekonizowany wikariuszem apostolskim Araucanía ze stolicą tytularną Gaguari. Sakrę biskupią otrzymał 5 marca 1978. 19 listopada 2001, po zmianie nazwy i statusu kierowanej przez siebie administratury został mianowany biskupem Villarrica. 7 lutego 2009 przeszedł na emeryturę.